# Тищенко, Станислав Николаевич
Станисла́в Никола́евич Ти́щенко (укр. Станіслав Миколайович Тищенко; род. 26 декабря 1974, Донецк) — российский и украинский футболист, вратарь.

## Карьера
Профессиональную карьеру начал в «Металлурге» из Константиновки, далее играл за «Волынь» и «Металлург». С 1996 по 1998 год выступал в «Шахтёре» из Стаханова. После чего перебрался в белорусский клуб «Молодечно» из одноимённого города. С 1999 по 2001 годы играл в казахстанских клубах «Синтез» и «Мангыстау».
В 2004 году перебрался в Россию, играл сначала в «Спартаке» из Нальчика, затем в «Зените» из Челябинска и в пятигорском клубе «Машук-КМВ». В феврале 2007 года перешёл в курский «Авангард». В 2008 году играл за астраханский «Волгарь-Газпром-2». В 2009 году перешёл в «Металлург» из Красноярска, в ноябре 2010 года руководство которого решило не продлевать контракт с игроком. Сезон 2011/12 провёл в ставропольском «Динамо», после окончания сезона занял должность тренера вратарей в клубе Первой лиги Украины «Олимпик» (Донецк).

## Достижения
- Лучший вратарь зоны «Юг»: 2008

## Семья
Сын, Артём Тищенко, также профессиональный футболист